# Spielberg (téléfilm)
Pour les articles homonymes, voir Spielberg.
Pour plus de détails, voir Fiche technique et Distribution.
Spielberg est un film documentaire américain réalisé par Susan Lacy, centré sur la carrière du réalisateur Steven Spielberg. Il est diffusé sur la chaîne de télévision américaine HBO le 7 octobre 2017.

## Description

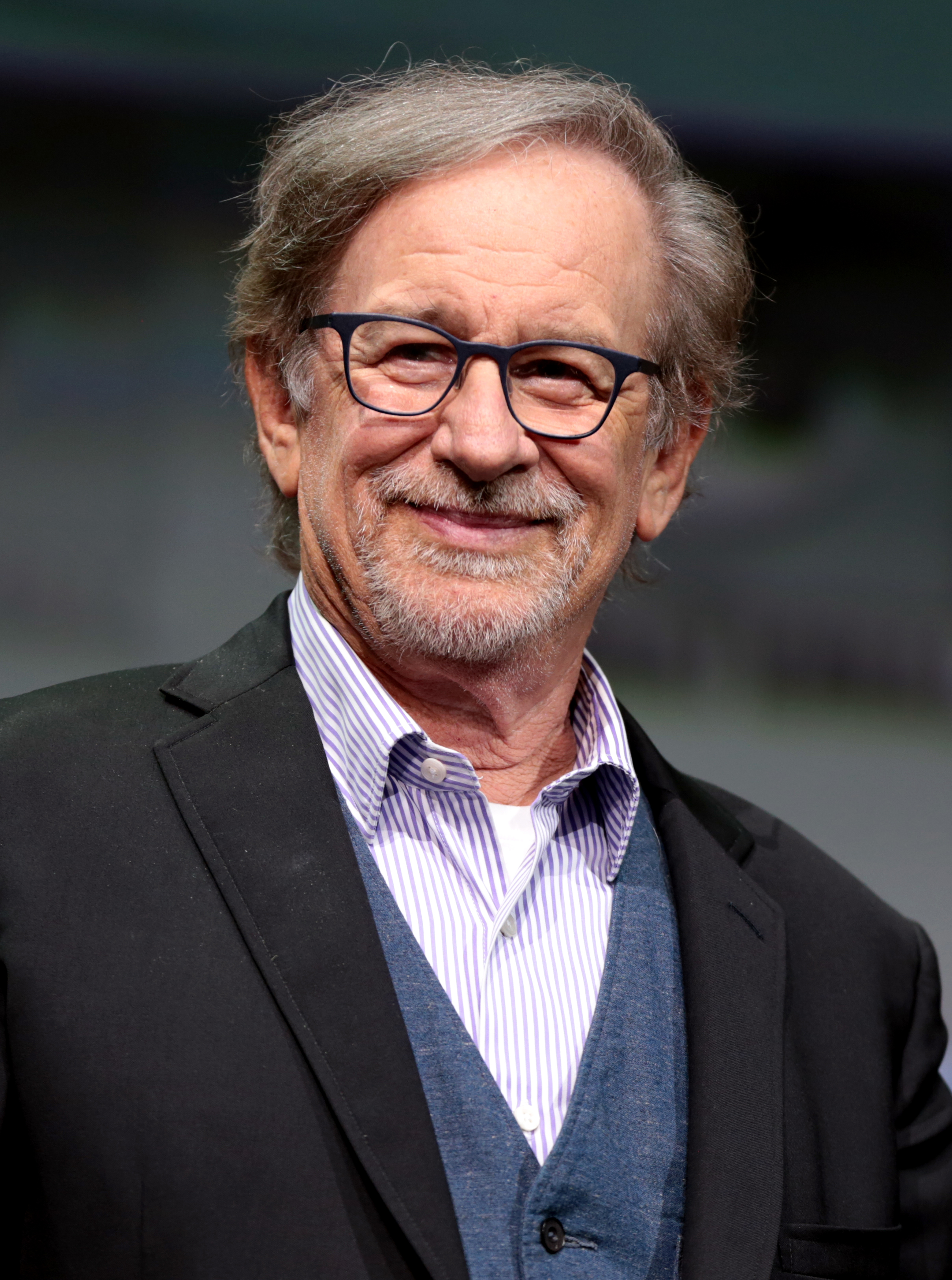
Steven Spielberg en 2017.

La réalisatrice Susan Lacy, s'est entretenue avec Steven Spielberg pendant plus de 30 heures. De nombreuses personnalités ont accepté de participer au documentaire.

## Fiche technique
- Réalisatrice : Susan Lacy
- Genre : Documentaire
- Producteur : 	Susan Lacy, Jessica Levin, Emma Pildes
- Sociétés de production : HBO Films, Pentimento Productions
- Diffuseur : HBO
- Date de diffusion : 7 octobre 2017

## Personnalités interviewées
- J. J. Abrams, réalisateur, scénariste, producteur
- Leah Adler, mère de Steven Spielberg
- Bob Balaban, acteur, réalisteur
- Christian Bale, acteur
- Eric Bana, acteur
- Drew Barrymore, actrice
- Cate Blanchett, actrice
- Steven Bochco, scénariste, producteur
- James Brolin, acteur
- Bill Butler, directeur de la photographie
- Rick Carter, chef décorateur
- Francis Ford Coppola, réalisateur, producteur, scénariste
- Peter Coyote, acteur
- Daniel Craig, acteur
- Tom Cruise, acteur
- Daniel Day-Lewis, acteur
- Brian De Palma, réalisateur
- Laura Dern, actrice
- Leonardo DiCaprio, acteur
- Richard Dreyfuss, acteur
- David Edelstein (en), critique cinématographique
- Roger Ernest, acteur
- Sally Field, actrice
- Ralph Fiennes, acteur
- Harrison Ford, acteur
- David Geffen, producteur
- Jeff Goldblum, acteur
- Doris Kearns Goodwin, journaliste
- Tom Hanks, acteur
- J. Hoberman (en), critique cinématographique
- Dustin Hoffman, acteur
- Norman Howell, cascadeur
- Holly Hunter, acteur
- Annette Insdorf (en), historienne du cinéma
- Joanna Johnston, costumière
- Michael Kahn, chef monteur
- Janusz Kamiński, directeur de la photographie
- Lawrence Kasdan, producteur, scénariste, réalisateur
- Jeffrey Katzenberg, producteur
- Ben Kingsley, acteur
- Kathleen Kennedy, productrice
- David Koepp, scénariste
- Tony Kushner, dramaturge, scénariste
- George Lucas, réalisateur, producteur, scénariste
- Laurie MacDonald, productrice
- Frank Marshall, producteur
- Janet Maslin, journaliste, critique cinématographique
- Melissa Mathison, scénariste
- Todd McCarthy, journaliste, critique cinématographique
- Ronald Meyer (en), agent artistique
- Dennis Muren, créateur d'effets spéciaux
- Liam Neeson, acteur
- Walter F. Parkes, producteur
- Michael Phillips, producteur
- Martin Scorsese, réalisateur, producteur, scénariste
- Anthony Oliver Scott, journaliste, critique cinématographique
- Sidney Sheinberg, avocat, producteur
- Adam Somner, producteur
- Anne Spielberg, sœur de Steven Spielberg
- Arnold Spielberg, père de Steven Spielberg
- Nancy Spielberg, sœur de Steven Spielberg
- Sue Spielberg, sœur de Steven Spielberg
- Tom Stoppard, dramaturge
- John Williams, compositeur
- Oprah Winfrey, animatrice de télévision
- Robert Zemeckis, réalisateur, producteur, scénariste
- Vilmos Zsigmond, chef opérateur